# Bovrup-Kartoteket
Bovrup-Kartoteket eller Bovrup Bogen er en afskrift af medlemskartoteket for Danmarks Nationalsocialistiske Arbejderparti (DNSAP), der blev udgivet i bogform efter befrielsen.
Kartoteket var oprettet af partiføreren Frits Clausen, der boede i Bovrup – heraf navnet. I løbet af 1945 afskrev modstandsfolk kartoteket i bitterhed over, at tidligere medlemmer af nazistpartiet straffrit og ubemærket kunne genoptage deres plads i samfundslivet. Det førte til modstandsbevægelsens udgivelse i marts 1946.
Kartoteket indeholdt op til 50.000 medlemmer, men afskriften havde kun 28.000. Det har ikke været muligt at få en entydig forklaring på denne forskel. Kartoteket er inddelt efter, hvor i landet medlemmet boede, og er sorteret alfabetisk med angivelse af fødselsår, erhverv, bopæl og indmeldelsesdato. Der er ved ny optælling i 2017 i forbindelse med et genoptryk af Kartoteket kommet andre tal frem. Der er genudgivet to tidligere versioner - begge fra Forlaget af 1946 - og her det samlede antal i hele landet, inkl. omsamlingslister opgjort til 22.509 personer, hvoraf 8.742 er fra København. Det er uvist om udgivelsen er lovlig, idet Kartoteket hører under arkivloven.
En afgørelse fra 1946 ved Københavns Byret bestemte, at udgivelsen hørte under arkivloven. Det betød, at der kun kunne fås adgang til kartoteket efter ansøgning til Justitsministeriet (i dag Rigsarkivet) i hvert enkelt tilfælde. Behandlingen af ansøgninger har udviklet den praksis, at primært uddannede historieforskere har adgang til oplysninger. Sekundært har flere lokale lister med navne på medlemmer af DNSAP også fået adgang. Det var denne praksis, der fik Preben Juul Madsen til at planlægge en offentliggørelse af 28.000 navne på cd-rom. Preben Juul Madsen blev dog hurtigt i tvivl om, hvorvidt medlemslisten var korrekt ajourført.
Den 1. november 2018 offentliggjorde foreningen Danske Slægtsforskere og Slægtsforskernes Bibliotek en del af listen til download baseret på udgivelsen fra "Forlaget af 1946", idet en advokatundersøgelse påviste, at den fra Københavns Byret nævnte afgørelse ikke kunne lokaliseres. Af hensyn til databeskyttelsesloven blev alene 5.265 personer født i 1908 eller tidligere frigivet. Listen blev i september 2022 stærkt udvidet til at omfatte mere end 18.000 personer, der var blevet gennemgået med henblik på at sikre sig, at GDPR blev overholdt. Listen findes nu i form af en søgbar database og tilgås fra Slægtsforskernes Bibliotek.
En lang række kendte danskere er noteret i kartoteket, se nedenfor.
Ud over den originale bogudgivelse er der udgivet en række duplikater, der også nyder samme beskyttelse. Der er dog enkelte eksemplarer, der af ikke nærmere beskrevne årsager, er offentligt tilgængelige uden om Justitsministeriet og Rigsarkivet.
Et tilsvarende kartotek over værnemagere er udgivet.

## Kendte medlemmer af DNSAP opført i Bovrup-Kartoteket
NB: Denne liste er ikke komplet og skal ikke fungere som afskrift af kartoteket, men nævne DNSAP-medlemmer, som var væsentlige personer i samfundet, enten mens de var medlemmer af DNSAP, eller i efterkrigstiden.
|  | Andersen, Aage H.                        |                                                                                                 | 1934              | 1935 (ekskluderet, optaget igen) og 20. maj 1944 (ekskluderet igen) |       |
|  | Arhoff, Christian                        | Skuespiller                                                                                     | 14. februar 1941  | ?                                                                   |       |
|  | Bangsted, Helge                          | Journalist                                                                                      | 29. oktober 1940  | Nej                                                                 |       |
|  | Bergstedt, Harald                        | Journalist                                                                                      | 10. december 1942 | Nej                                                                 | 54184 |
|  | Bille-Brahe, F. (Frits?)                 | Baron, bankassistent                                                                            | 22. marts 1938    | (død 24. oktober 1940)                                              |       |
|  | Boisen, Mogens                           | Kaptajnløjtnant                                                                                 | 26. juni 1940     | ?                                                                   |       |
|  | Bonnén, Folmer                           | Kunstmaler                                                                                      | 1. april 1940     | Ja                                                                  |       |
|  | Bonnén, Margrethe                        | Frue                                                                                            | juni 1940         | Ja                                                                  |       |
|  | Bregnø, J.J.                             | Billedhugger                                                                                    | 28. august 1940   | ?                                                                   |       |
|  | Britze, Johannes                         | Våbenmaler                                                                                      | ?                 | ?                                                                   |       |
|  | Bryld, Tage                              | Leder af pressetjenesten                                                                        | 10. juni 1938     | 1944 (ekskluderet)                                                  | 17740 |
|  | Bryld, Børge                             | Sagfører                                                                                        | 16. juni 1938     | 1944 (ekskluderet)                                                  | 17841 |
|  | Bryld, H.C.                              | Landsretssagfører, forsikringsdirektør                                                          | 11. juni 1938     | 11. marts 1944 (ekskluderet)                                        | 17655 |
|  | Christiansen, Harry Nyhave               | Fabrikant, sysselmand for Fyn                                                                   | 19. december 1940 | (myrdet 31. august 1944)                                            |       |
|  | Clausen, Frits                           | Fører, læge                                                                                     | 16. november 1930 | 22. november 1944 (ekskluderet)                                     | 2     |
|  | Danner, Eugen                            | Journalist                                                                                      | ?                 | ?                                                                   |       |
|  | Eggers, Olga                             | Forfatterinde                                                                                   | 1. juni 1934      | ?                                                                   |       |
|  | Grevenkop-Castenskiold, Erik Wilhelm     | Godsfuldmægtig, senere godsejer                                                                 | 15. maj 1934      | 1941                                                                |       |
|  | Grevenkop-Castenskiold, Jørgen Adolph    | Godsejer, hofjægermester                                                                        | 17. juni 1935     | (død 8. december 1941)                                              |       |
|  | Hallas, Erling                           | Journalist, partisekretær                                                                       | 11. april 1934    | ?                                                                   |       |
|  | Halling, Robert (Percy von Halling-Koch) | Journalist                                                                                      | 11. april 1939    |                                                                     |       |
|  | Hansen, Carlis                           | Snedker                                                                                         | ?                 | ?                                                                   |       |
|  | Hansen, Ib Nedermark                     |                                                                                                 | 1936/37           | 1942                                                                |       |
|  | Hentze, Gudmund                          | Kunstmaler                                                                                      | 23. oktober 1940  | ?                                                                   |       |
|  | Holstein Rathlou, Viggo Julius von       | Statsbibliotekar, dr.phil.                                                                      | 23. august 1938   | ?                                                                   |       |
|  | Ingvorsen, Viggo                         | Kapgænger, lagerchef                                                                            | 15. oktober 1940  | 15. marts 1941                                                      |       |
|  | Jacobsen, Børge                          | Journalist                                                                                      | 1942              | ?                                                                   |       |
|  | Jensen, Hans                             | Kaptajnløjtnant                                                                                 | 11. april 1940    | ?                                                                   |       |
|  | Joensen-Mikines, Sámal                   | Kunstmaler                                                                                      | 1. august 1940    | 2. august 1940                                                      |       |
|  | Junior, Christian                        | Byretsdommer, fmd. for partidomstolen                                                           | august 1940       | ?                                                                   | 47610 |
|  | Jørgensen, C.O.                          | Godsejer                                                                                        | ?                 | ?                                                                   |       |
|  | Jørgensen, Ejnar                         |                                                                                                 | 16. november 1930 | 20. maj 1944 (ekskluderet)                                          |       |
|  | Kam, Inger                               | Fru, moder til Søren Kam                                                                        | 4. december 1940  |                                                                     |       |
|  | Karmark, Henning                         | Filmproducent                                                                                   | 20. august 1940   | ?                                                                   |       |
|  | Klitgaard, Karl (Carl) Max               | Assurandør, proprietær                                                                          | 14. november 1934 | 26. maj 1943 (myrdet 2. marts 1944)                                 |       |
|  | Knuth, Christa                           | Lensgrevinde                                                                                    | 8. april 1935     | ?                                                                   |       |
|  | Knuth, Frederik Marcus                   | Lensgreve, godsejer, sysselmand for Lolland                                                     | 22. april 1938    | ?                                                                   |       |
|  | Larsen, Theofilus                        | Fører                                                                                           | ?                 | ?                                                                   |       |
|  | Lembcke, Cay                             | Fører, ritmester                                                                                | 16. november 1930 | ?                                                                   | 1     |
|  | Lind, Axel                               | Kunstmaler                                                                                      | 31. januar 1941   | ?                                                                   |       |
|  | Lærum, Erik                              | Kaptajn                                                                                         | juni 1940         | 6. september 1941                                                   |       |
|  | Malling, Anders                          | Sognepræst                                                                                      | 1933              | 1936                                                                |       |
|  | Martinsen, K.B.                          | Kaptajnløjtnant                                                                                 | 26. juni 1940     | maj 1943                                                            |       |
|  | Meincke, Carl Viggo                      | Revyforfatter                                                                                   | 14. oktober 1940  | ?                                                                   |       |
|  | Meinecke, C.A.                           | Fabrikant                                                                                       | ?                 | (dræbt 30. marts 1945)                                              |       |
|  | Meyn, Niels                              | Journalist                                                                                      | 1940              | ?                                                                   |       |
|  | Nielsen, Kai Henning Bothildsen          |                                                                                                 | 1938              | ?                                                                   |       |
|  | Nielsen, Knud                            | Storhirdfører                                                                                   | ?                 | Nej                                                                 |       |
|  | Nordahl-Petersen, Poul                   | Journalist                                                                                      | ?                 | ?                                                                   |       |
|  | Nordahl-Petersen, Aage                   | Journalist                                                                                      | ?                 | ?                                                                   |       |
|  | Nordentoft, Knud                         | Forfatter                                                                                       | 1941              | ?                                                                   |       |
|  | Nygaard, Jakob Bech                      | Forfatter                                                                                       | 1942              | ?                                                                   |       |
|  | Olsen, Orla                              | Sysselleder i Danmarks Nationalsocialistiske Arbejderparti og gauleiter for Københavns nazister | ?                 | 1940                                                                |       |
|  | Petersen, E. Bach                        | Redaktør af Dansk Front                                                                         | ?                 | ?                                                                   |       |
|  | Petersen, Gert                           | Skoleelev                                                                                       | 1940              | 1940                                                                |       |
|  | Petersen, Tage                           | Sekondløjtnant                                                                                  | oktober 1940      | januar 1941                                                         |       |
|  | Petersen, Wilfred                        | Leder af Københavnsafdelingen                                                                   | ?                 | 1932                                                                |       |
|  | Petersen, Aage                           | Fuldmægtig, propagandachef i Schalburgkorpset                                                   | 16. november 1942 | 13. september 1944 (likvideret)                                     |       |
|  | Pontoppidan, Eiler                       | Landsretssagfører                                                                               | 7. februar 1938   | (dræbt 30. marts 1945)                                              |       |
|  | Popp-Madsen, Carl                        | Lektor, dr. jur.                                                                                | ?                 | Ja                                                                  |       |
|  | Rasmussen, Oluf Nyrup                    | far til senere statsminister Poul Nyrup Rasmussen                                               | ?                 | ?                                                                   |       |
|  | Rasmussen, Poul C.                       | Kreditforeningsdirektør                                                                         | ?                 | ?                                                                   |       |
|  | Reholt, Mogens Otto                      | Assistent, overløjtnant i HIPO                                                                  | 5. november 1940  | 7. marts 1945 (likvideret)                                          |       |
|  | Salicath, Sven                           | Sproglærer                                                                                      | ?                 | ?                                                                   |       |
|  | Schalburg, C.F. von                      | SS-Sturmbannführer                                                                              | 1938              | 2. juni 1942 (faldet i kamp)                                        |       |
|  | Schalburg, Helga                         | Frue                                                                                            | ?                 | 24. april 1943                                                      |       |
|  | Schimmelmann, Heinrich Carl              | Lensgreve, godsejer                                                                             | ?                 | ?                                                                   |       |
|  | Schjødt-Eriksen, Svend                   | Premierløjtnant                                                                                 | 28. juni 1940     | 30. november 1940                                                   |       |
|  | Schleimann, Jørgen                       | Skoleelev                                                                                       | 1941              | 1943                                                                |       |
|  | Sehested, Jørgen                         | Stamhusbesidder, hofjægermester                                                                 | juni 1940         | Nej                                                                 |       |
|  | Spies, Simon                             | Vognmand                                                                                        | 5. februar 1942   | 1943                                                                |       |
|  | Toft, Franz Erik                         | Tolk, vagt mm.                                                                                  | 12. april 1943    | ?                                                                   |       |
|  | Wanscher, Vilhelm                        | Professor                                                                                       | 1942              | 1943                                                                |       |
|  | Wodschow, Svend Kofoed                   | Orlogskaptajn                                                                                   | ?                 | 10. januar 1944 (ekskluderet)                                       | 7485  |
|  | Ørnberg, Elna                            | Solodanser                                                                                      | 7. marts 1937     | ?                                                                   |       |
|  | Ørnberg, Leif                            | Solodanser                                                                                      | 3. oktober 1936   | ?                                                                   |       |